# Strigania americana
Strigania americana là một loài bướm đêm trong họ Noctuidae.